# FA Cup 2013-2014 (primo turno preliminare)
Nell'edizione della FA Cup del 2013-2014, nel primo turno preliminare partecipano le squadre qualificate dal turno preliminare (82 dell'8º livello, 68 del 9º livello e 10 del 10º livello) e le 72 nuove entranti facenti parte dell'7º livello della Piramide del calcio inglese. Il passaggio del turno viene premiato con £3.000 come pubblicato ufficialmente nel sito della F.A.
| n° incontro | data       | squadra in casa (livello)       | squadra fuori (livello)            | risultato | note      | stadio                              | spettatori |
| ----------- | ---------- | ------------------------------- | ---------------------------------- | --------- | --------- | ----------------------------------- | ---------- |
| 1           | 14/09/2013 | Marske United (9)               | Albion Sport (9)                   | 3-0       |           | GER Stadium                         | 222        |
| 2           | 14/09/2013 | Blyth Spartans (7)              | AFC Fylde (7)                      | 1-3       |           | Croft Park                          | 386        |
| 3           | 14/09/2013 | Whitby Town (7)                 | West Auckland Town (9)             | 1-1       | al replay | Turnbull Ground                     | 284        |
| 4           | 14/09/2013 | Penrith (9)                     | Padiham (8)                        | 3-1       |           | The World Group Stadium             | 133        |
| 5           | 14/09/2013 | Spennymoor Town (9)             | Lancaster City (8)                 | 0-1       |           | The Brewery Field                   | 449        |
| 6           | 14/09/2013 | Team Northumbria (9)            | Scarborough Athletic (8)           | 0-4       |           | Coach Lane Sports Ground            | 140        |
| 7           | 14/09/2013 | Brighouse Town (9)              | Crook Town (9)                     | 4-1       |           | Dual Seal Stadium                   | 161        |
| 8           | 14/09/2013 | Guisborough Town (9)            | Bishop Auckland (9)                | 2-2       | al replay | King George V Ground                | 202        |
| 9           | 14/09/2013 | Jarrow Roofing Boldon CA (10)   | Morpeth Town (9)                   | 1-0       |           | Boldon C.A. Sports Ground           | 60         |
| 10          | 14/09/2013 | Stocksbridge Park Steels (7)    | Ramsbottom United (8)              | 2-2       | al replay | Look Local Stadium                  | 129        |
| 11          | 14/09/2013 | Marine (7)                      | Curzon Ashton (8)                  | 2-4       |           | The Arriva Stadium                  | 233        |
| 12          | 14/09/2013 | Warrington Town (8)             | New Mills (8)                      | 0-0       | al replay | Cantilever Park                     | 130        |
| 13          | 14/09/2013 | Runcorn Linnets (9)             | Glossop North End (9)              | 2-1       |           | Millbank Linnets Stadium            | 356        |
| 14          | 14/09/2013 | Prescot Cables (8)              | Buxton (7)                         | 0-1       |           | Valerie Park                        | 220        |
| 15          | 14/09/2013 | FC United of Manchester (7)     | Chorley (7)                        | 0-1       |           | Gigg Lane (a)                       | 1.318      |
| 16          | 14/09/2013 | Ashton United (7)               | Witton Albion (7)                  | 2-1       |           | Hurst Cross                         | 152        |
| 17          | 14/09/2013 | Ossett Town (8)                 | Bamber Bridge (8)                  | 2-2       | al replay | Ingfield                            | 93         |
| 18          | 14/09/2013 | Frickley Athletic (7)           | Sheffield (8)                      | 4-1       |           | Westfield Lane                      | 222        |
| 20          | 14/09/2013 | Droylsden (7)                   | Trafford (7)                       | 1-5       |           | Butcher's Arms Ground               | 186        |
| 21          | 14/09/2013 | Worksop Town (7)                | Bootle (9)                         | 1-1       | al replay | Sandy Lane                          | 179        |
| 22          | 14/09/2013 | Burscough (8)                   | Radcliffe Borough (8)              | 2-1       |           | Victoria Park                       | 144        |
| 23          | 14/09/2013 | Northwich Victoria (8)          | Skelmersdale United (7)            | 0-3       |           | Valley Road (@Skelmersdale FC)      | 187        |
| 24          | 14/09/2013 | Tipton Town (9)                 | Kidsgrove Athletic (8)             | 2-0       |           | Tipton Sports Academy               | 56         |
| 25          | 14/09/2013 | Atherstone Town (10)            | Redditch United (7)                | 3-3       | al replay | The Snake Pit                       | 307        |
| 26          | 14/09/2013 | AFC Wulfrunians (9)             | Walsall Wood (9)                   | 1-1       | al replay | Castelcroft Stadium                 | 132        |
| 27          | 14/09/2013 | Evesham United (8)              | Stourbridge (7)                    | 0-3       |           | Spiers and Hartwell Jubilee Stadium | 265        |
| 28          | 14/09/2013 | Hinckley United (7)             | Rushall Olympic (7)                | 0-3       |           | De Montfort Park                    | 280        |
| 29          | 14/09/2013 | Newcastle Town (8)              | Sutton Coldfield Town (8)          | 2-2       | al replay | Lyme Valley Stadium                 | 81         |
| 30          | 14/09/2013 | Chasetown (8)                   | Stafford Rangers (7)               | 0-0       | al replay | The Scholars Ground                 | 359        |
| 31          | 14/09/2013 | Halesowen Town (8)              | Brocton (10)                       | 2-1       |           | The Grove                           | 222        |
| 32          | 14/09/2013 | Coventry Sphinx (9)             | Tividale (9)                       | 2-1       |           | Sphinx Drive                        | 180        |
| 33          | 14/09/2013 | Nantwich Town (7)               | Rugby Towns (8)                    | 1-2       |           | The Weaver Stadium                  | 232        |
| 34          | 14/09/2013 | Coalville Town (8)              | Long Eaton United (9)              | 3-2       |           | Owen Street Sports Ground           | 145        |
| 35          | 14/09/2013 | Stamford (7)                    | Grantham Town (7)                  | 0-0       | al replay | Kettering Road                      | 318        |
| 36          | 14/09/2013 | Corby Town (7)                  | Barwell (7)                        | 3-0       |           | Steel Park                          | 269        |
| 37          | 14/09/2013 | Mickleover Sports (8)           | Loughborough University (9)        | 2-0       |           | Raygar Stadium                      | 147        |
| 38          | 14/09/2013 | Carlton Town (8)                | Brigg Town (8)                     | 1-1       | al replay | Bill Stokeld Stadium                | 69         |
| 39          | 14/09/2013 | Dunkirk (9)                     | Blaby & Whetstone Athletic (10)    | 0-0       | al replay | Ron SteelSports Ground              | 85         |
| 40          | 14/09/2013 | Gresley (8)                     | Eastwood Town (8)                  | 3-2       |           | Moat Ground                         | 300        |
| 41          | 14/09/2013 | Ilkeston (7)                    | Belper Town (8)                    | 1-2       |           | New Manor Ground                    | 515        |
| 42          | 14/09/2013 | Basford United (9)              | Matlock Town (7)                   | 0-2       |           | Greenwich Avenue                    | 169        |
| 43          | 14/09/2013 | St Neots Town (7)               | Wroxham (8)                        | 3-1       |           | Rowley Park                         | 232        |
| 44          | 14/09/2013 | Sleaford Town (9)               | Huntingdon Town (9)                | sospesa*  |           | Eslaforde Park                      | -          |
| 45          | 14/09/2013 | King's Lynn Town (7)            | Cambridge City (7)                 | 1-5       |           | The Walks                           | 705        |
| 46          | 14/09/2013 | St Ives Town (8)                | Dereham Town (8)                   | 4-1       |           | Westwood Road                       | 291        |
| 47          | 14/09/2013 | Spalding United (9)             | Gorleston (9)                      | 1-0       |           | Sir Halley Stewart Field            | 197        |
| 48          | 14/09/2013 | Billericay Town (7)             | Leiston (7)                        | 2-0       |           | New Lodge                           | 210        |
| 50          | 14/09/2013 | Witham Town (8)                 | Mildenhall Town (9)                | 1-1       | al replay | Spa Road                            | 109        |
| 51          | 14/09/2013 | Harlow Town (8)                 | Lowestoft Town (7)                 | 2-1       |           | Barrows Farm                        | 236        |
| 52          | 14/09/2013 | AFC Hornchurch (7)              | East Thurrock United (7)           | 1-1       | al replay | Hornchurch Stadium                  | 273        |
| 53          | 14/09/2013 | Brentwood Town (8)              | FC Clacton (9)                     | 3-3       | al replay | The Brentwood Centre Arena          | 91         |
| 54          | 14/09/2013 | Needham Market (8)              | Brantham Athletic (9)              | 3-2       |           | Bloomfields                         | 249        |
| 55          | 14/09/2013 | Bury Town (7)                   | Thurrock (8)                       | 0-2       |           | Ram Meadow                          | 234        |
| 56          | 14/09/2013 | Aveley (8)                      | Canvey Island (7)                  | 2-5       |           | The Mill Field                      | 131        |
| 57          | 14/09/2013 | Tilbury (8)                     | Waltham Abbey (8)                  | 2-1       |           | Chadfields                          | 77         |
| 58          | 14/09/2013 | Maldon & Tiptree (8)            | Heybridge Swifts (8)               | 0-2       |           | Wallace Binder Ground               | 282        |
| 59          | 14/09/2013 | Burnham Ramblers (8)            | AFC Sudbury (8)                    | 1-2       |           | Leslie Fields                       | 119        |
| 61          | 14/09/2013 | Chesham United (7)              | Royston Town (8)                   | 1-2       |           | The Meadow                          | 255        |
| 62          | 14/09/2013 | Cockfosters (9)                 | AFC Rushden & Diamonds (9)         | 2-2       | al replay | Cockfosters Sport Ground            | 305        |
| 63          | 14/09/2013 | Daventry Town (8)               | Berkhamsted (9)                    | 6-1       |           | Communications Park                 | 132        |
| 64          | 14/09/2013 | Greenhouse London (9)           | Bedford Town (7)                   | 2-6       |           | Coles Park                          | 62         |
| 66          | 14/09/2013 | Hitchin Town (7)                | Arlesey Town (7)                   | 1-1       | al replay | Top Field                           | 431        |
| 67          | 14/09/2013 | Uxbridge (8)                    | Barton Rovers (8)                  | 2-3       |           | Honeycroft                          | 90         |
| 68          | 14/09/2013 | Harrow Borough (7)              | North Greenford United (8)         | 2-2       | al replay | Earlsmead Steadium                  | 135        |
| 69          | 14/09/2013 | Wembley (9)                     | Haringey Borough (9)               | 0-2       |           | Vale Farm                           | 60         |
| 70          | 14/09/2013 | St Albans City (7)              | Enfield Town (7)                   | 6-1       |           | Clarence Park                       | 422        |
| 71          | 14/09/2013 | Wealdstone (7)                  | Kings Langley (10)                 | 6-1       |           | Grosvenor Vale                      | 332        |
| 72          | 14/09/2013 | Hertford Town (9)               | Dunstable Town (8)                 | 0-6       |           | Hertingfordbury Park                | 144        |
| 73          | 14/09/2013 | St. Margaretsbury (9)           | Hemel Hempstead Town (7)           | 0-7       |           | The Recreation Ground               | 97         |
| 74          | 14/09/2013 | Westfield (9)                   | Aylesbury United (8)               | 1-1       | al replay | Woking Park                         | 201        |
| 75          | 14/09/2013 | Beaconsfield SYCOB (8)          | Burnham (7)                        | 2-4       |           | Holloways Park                      | 129        |
| 76          | 14/09/2013 | Chertsey Town (8)               | Highmoor Ibis (9)                  | 4-0       |           | Alwyns Lane Football Ground         | 121        |
| 77          | 14/09/2013 | Didcot Town (8)                 | North Leigh (8)                    | 2-1       |           | NPower Loop Meadow Stadium          | 156        |
| 78          | 14/09/2013 | Hampton & Richmond Borough (7)  | Ashford Town (Middx) (8)           | 4-2       |           | Beveree Stadium                     | 235        |
| 79          | 14/09/2013 | Aylesbury (8)                   | Shortwood United (8)               | 1-5       |           | Haywood Way                         | 100        |
| 80          | 14/09/2013 | Hungerford Town (7)             | Cove (9)                           | 4-0       |           | Bulpit Lane                         | 100        |
| 81          | 14/09/2013 | Chalfont St Peter (8)           | Metropolitan Police (7)            | 0-0       | al replay | Mill Meadow                         | 60         |
| 82          | 14/09/2013 | Ardley United (9)               | Binfield (9)                       | 2-2       | al replay | The Playing Fields                  | 66         |
| 83          | 14/09/2013 | Hartley Wintney (9)             | Camberley Town (9)                 | 0-0       | al replay | The Memorial Playing Fields         | 148        |
| 84          | 14/09/2013 | Banbury United (7)              | Cirencester Town (8)               | 1-2       |           | Spencer Stadium                     | 171        |
| 85          | 14/09/2013 | Leatherhead (8)                 | Carshalton Athletic (7)            | 2-1       |           | Fetcham Grove                       | 267        |
| 86          | 14/09/2013 | Burgess Hill Town (8)           | Alton Town (9)                     | 8-1       |           | Leylands Park                       | 203        |
| 87          | 14/09/2013 | South Park (9)                  | Horsham (8)                        | 1-1       | al replay | King George's Field                 | 227        |
| 88          | 14/09/2013 | Merstham (8)                    | Corinthian-Casuals (8)             | 1-0       |           | Moatside                            | 90         |
| 89          | 14/09/2013 | Peacehaven & Telscombe (8)      | Lewes (7)                          | 2-3       |           | The Sports Park                     | 612        |
| 90          | 14/09/2013 | Three Bridges (8)               | Maidstone United (7)               | 0-1       |           | Jubilee Field                       | 263        |
| 91          | 14/09/2013 | Thamesmead Town (7)             | Redhill (8)                        | 2-0       |           | Bayliss Avenue                      | 51         |
| 92          | 14/09/2013 | Hastings United (8)             | Guernsey (8)                       | 2-3       |           | The Pilot Field                     | 573        |
| 93          | 14/09/2013 | Margate (7)                     | Kingstonian (7)                    | 2-1       |           | Hartsdown Park                      | 328        |
| 94          | 14/09/2013 | Folkestone Invicta (8)          | Eastbourne United Association (10) | 2-0       |           | Cheriton Road                       | 253        |
| 95          | 14/09/2013 | Sittingbourne (8)               | Littlehampton Town (10)            | 3-2       |           | Woodstock Park                      | 142        |
| 96          | 14/09/2013 | Dulwich Hamlet (7)              | Shoreham (9)                       | 6-0       |           | Champion Hill                       | 341        |
| 97          | 14/09/2013 | Hassocks (9)                    | Chipstead (8)                      | 1-2       |           | The Beacon                          | 85         |
| 98          | 14/09/2013 | Eastbourne Town (8)             | Tunbridge Wells (9)                | 3-2       |           | The Saffrons                        | 235        |
| 99          | 14/09/2013 | Whyteleafe (9)                  | Horley Town (9)                    | 3-0       |           | Church Road                         | 117        |
| 101         | 14/09/2013 | Chatham Town (8)                | East Preston (9)                   | 2-1       |           | The Sports Ground                   | 147        |
| 102         | 14/09/2013 | Poole Town (7)                  | Brockenhurst (9)                   | 2-0       |           | Tatnam                              | 278        |
| 103         | 14/09/2013 | Fareham Town (9)                | Weymouth (7)                       | 0-1       |           | Cams Alders                         | 323        |
| 104         | 14/09/2013 | Hallen (9)                      | Hamworthy United (9)               | 1-2       |           | The Hallen Centre                   | 58         |
| 105         | 14/09/2013 | Sholing (9)                     | AFC Totton (7)                     | 4-0       |           | The Silverlake Arena                | 312        |
| 106         | 14/09/2013 | Frome Town (7)                  | Bognor Regis Town (7)              | 1-1       | al replay | Aldersmith Stadium                  | 218        |
| 107         | 14/09/2013 | Corsham Town (10)               | Bristol Manor Farm (9)             | 4-4       | al replay | Southbank                           | 70         |
| 108         | 14/09/2013 | Yate Town (8)                   | Chippenham Town (7)                | 3-2       |           | Lodge Road                          | 248        |
| 109         | 14/09/2013 | Winchester City (9)             | Mangotsfield United (8)            | 1-2       |           | The City Ground                     | 164        |
| 110         | 14/09/2013 | Horndean (9)                    | AFC Portchester (9)                | 0-5       |           | Five Heads Park                     | 195        |
| 111         | 14/09/2013 | Bashley (7)                     | Moneyfields (9)                    | 2-0       |           | The Recreation Ground               | 155        |
| 112         | 14/09/2013 | Truro City (7)                  | Street (9)                         | 1-0       |           | Treyew Road                         | 365        |
| 113         | 14/09/2013 | Bridgwater Town (8)             | Merthyr Town (8)                   | 2-1       |           | Fairfax Park                        | 295        |
| 114         | 14/09/2013 | Bideford (7)                    | Larkhall Athletic (9)              | 3-0       |           | The Sports Ground                   | 221        |
| 115         | 14/09/2013 | Wells City (10)                 | Brislington (9)                    | 1-2       |           | The Athletic Ground                 | 109        |
| 116         | 14/09/2013 | Clevedon Town (8)               | Plymouth Parkway (10)              | 1-0       |           | Hand Stadium                        | 107        |
| 19          | 15/09/2013 | Worksop Parramore (9)           | Cammell Laird (8)                  | 1-3       |           | Sandy Lane                          | 140        |
| 49          | 15/09/2013 | Grays Athletic (7)              | Romford (8)                        | 2-1       |           | Rush Green Stadium                  | 217        |
| 60          | 15/09/2013 | Hendon (7)                      | Biggleswade United (9)             | 7-1       |           | Vale Farm                           | 138        |
| 65          | 15/09/2013 | Wingate & Finchley (7)          | Biggleswade Town (7)               | 0-0       | al replay | Harry Abrahams Stadium              | 108        |
| 100         | 15/09/2013 | Cray Wanderers (7)              | Faversham Town (8)                 | 0-3       |           | Courage Stadium (b)                 | 104        |
| 12 replay   | 16/09/2013 | New Mills (8)                   | Warrington Town (8)                | 0-1       |           | Church Lane                         | 114        |
| 25 replay   | 16/09/2013 | Redditch United (7)             | Atherstone Town (10)               | 1-2       |           | The Valley                          | 183        |
| 82 replay   | 16/09/2013 | Binfield (9)                    | Ardley United (9)                  | 4-1       |           | Stubb's Lane                        | 189        |
| 3 replay    | 17/09/2013 | West Auckland Town (9)          | Whitby Town (7)                    | 4-1       |           | Darlington Road                     | 265        |
| 8 replay    | 17/09/2013 | Bishop Auckland (9)             | Guisborough Town (9)               | 0-2       |           | Heritage Park                       | 198        |
| 10 replay   | 17/09/2013 | Ramsbottom United (8)           | Stocksbridge Park Steels (7)       | 3-0       |           | The Harry Williams Riverside        | 127        |
| 17 replay   | 17/09/2013 | Bamber Bridge (8)               | Ossett Town (8)                    | 1-2       |           | QED Stadium                         | 109        |
| 21 replay   | 17/09/2013 | Bootle (9)                      | Worksop Town (7)                   | 0-4       |           | Delta Taxis Stadium                 | 193        |
| 26 replay   | 17/09/2013 | Walsall Wood (9)                | AFC Wulfrunians (9)                | 3-4       | dts; 3-3  | Oak Park                            | 86         |
| 29 replay   | 17/09/2013 | Sutton Coldfield Town (8)       | Newcastle Town (8)                 | 2-0       |           | The Central Ground                  | 61         |
| 30 replay   | 17/09/2013 | Stafford Rangers (7)            | Chasetown (8)                      | 2-0       |           | Marston Road                        | 311        |
| 35 replay   | 17/09/2013 | Grantham Town (7)               | Stamford (7)                       | 2-3       |           | South Kesteven Sports               | 215        |
| 38 replay   | 17/09/2013 | Brigg Town (8)                  | Carlton Town (8)                   | 1-2       |           | The Hawthorns                       | 76         |
| 39 replay   | 17/09/2013 | Blaby & Whetstone Athletic (10) | Dunkirk (9)                        | 2-1       |           | Warwick Road                        | 90         |
| 50 replay   | 17/09/2013 | Mildenhall Town (9)             | Witham Town (8)                    | 1-3       |           | Recreation Way                      | 203        |
| 52 replay   | 17/09/2013 | East Thurrock United (7)        | AFC Hornchurch (7)                 | 1-2       |           | Rookery Hill                        | 156        |
| 53 replay   | 17/09/2013 | FC Clacton (9)                  | Brentwood Town (8)                 | 2-1       |           | The Rush Green Bowl                 | 226        |
| 62 replay   | 17/09/2013 | AFC Rushden & Diamonds (9)      | Cockfosters (9)                    | 8-0       |           | Dog & Duck                          | 421        |
| 65 replay   | 17/09/2013 | Biggleswade Town (7)            | Wingate & Finchley (7)             | 4-3       |           | Carlsberg Stadium                   | 78         |
| 66 replay   | 17/09/2013 | Arlesey Town (7)                | Hitchin Town (7)                   | 2-0       |           | aRMadillo Stadium                   | 257        |
| 68 replay   | 17/09/2013 | North Greenford United (8)      | Harrow Borough (7)                 | 2-1       |           | Berkeley Fields                     | 135        |
| 81 replay   | 17/09/2013 | Metropolitan Police (7)         | Chalfont St Peter (8)              | 0-1       |           | Imber Court                         | 67         |
| 83 replay   | 17/09/2013 | Camberley Town (9)              | Hartley Wintney (9)                | 0-2       |           | Krooner Park                        | 98         |
| 87 replay   | 17/09/2013 | Horsham (8)                     | South Park (9)                     | 5-2       |           | Gorings Mead                        | 134        |
| 107 replay  | 17/09/2013 | Bristol Manor Farm (9)          | Corsham Town (10)                  | 1-0       |           | The Creek                           | 104        |
| 74 replay   | 18/09/2013 | Aylesbury United (8)            | Westfield (9)                      | 2-0       |           | Bell Close                          | 149        |
| 106 replay  | 18/09/2013 | Bognor Regis Town (7)           | Frome Town (7)                     | 4-0       |           | Nyewood Lane                        | 310        |

| * sospesa sul risultato di 2-1 all'87º minuto per rissa tra le due squadre |
| (a) condiviso con Bury FC                                                  |
| (b) condiviso con Bromley FC                                               |

## Turni FA Cup 2013-2014
| Turno Extra Preliminare   |
| Turno Preliminare         |
| Primo turno Preliminare   |
| Secondo turno Preliminare |
| Terzo turno Preliminare   |
| Quarto turno Preliminare  |
| Primo turno               |
| Secondo turno             |
| Terzo turno               |
| Quarto turno              |
| Ottavi di Finale          |
| Quarti di Finale          |
| Semifinale                |
| La Finale                 |